# Острожень-Другий
Острожень-Другий (пол. Ostrożeń Drugi) — село в Польщі, у гміні Соболев Ґарволінського повіту Мазовецького воєводства.
Населення — 227 осіб (2011).
У 1975-1998 роках село належало до Седлецького воєводства.

## Демографія
Демографічна структура станом на 31 березня 2011 року:
|          | Загалом | Допрацездатний вік | Працездатний вік | Постпрацездатний вік |
| -------- | ------- | ------------------ | ---------------- | -------------------- |
| Чоловіки | 116     | 25                 | 80               | 11                   |
| Жінки    | 111     | 31                 | 54               | 26                   |
| Разом    | 227     | 56                 | 134              | 37                   |